# Płoske (obwód czernihowski)
Płoske (ukr. Плоске) – wieś na Ukrainie, w obwodzie czernihowskim, w rejonie niżyńskim, w hromadzie Mryn. W 2001 liczyła 1065 mieszkańców.